# 竹内不忘
竹内 不忘（たけうち ふぼう、1909年8月26日 - 2011年6月29日）は、日本の彫刻家。本名は竹内 延吉（たけうち のぶよし）。

## 略歴
長野県小県郡和村（現東御市）出身。川端画学校に学ぶ。1931年、日本美術協会に出品し銅賞。1935年に第1回東邦彫朔院賞、1937年に文展に『山』を出品、1938年に第3回東邦彫朔院恩賜賞受賞。その後も出展を続け、1965年に日展審査員、1966年に日展会員。
1979年に紺綬褒章受章。1990年、池袋西口公園に『平和の像』を建立している。故郷である東御市には東御市立和小学校の『太陽の子』、東御市役所前市民交流広場の『雷電像』などがある。
2011年6月29日、心不全のため東京都豊島区の自宅で死去。101歳没。